# Mattia Masi
Mattia Masi (4 dicembre 1984) è un ex calciatore sammarinese, di ruolo centrocampista.

## Carriera

### Club
Nella stagione 2001-2002 milita alla Colligiana. Nella stagione 2004-2005 ha vestito la maglia della San Marino. Dal 2006 al 2009 ha militato nel Poggibonsi. Nel 2009 è passato alla Staggia Senese.

### Nazionale
Vanta 4 presenze nella Nazionale sammarinese, e molte presenze nella Nazionale giovanile.

## Statistiche

### Cronologia presenze e reti in Nazionale
| Cronologia completa delle presenze e delle reti in nazionale ― San Marino | Cronologia completa delle presenze e delle reti in nazionale ― San Marino | Cronologia completa delle presenze e delle reti in nazionale ― San Marino | Cronologia completa delle presenze e delle reti in nazionale ― San Marino | Cronologia completa delle presenze e delle reti in nazionale ― San Marino | Cronologia completa delle presenze e delle reti in nazionale ― San Marino | Cronologia completa delle presenze e delle reti in nazionale ― San Marino | Cronologia completa delle presenze e delle reti in nazionale ― San Marino |
| Data                                                                      | Città                                                                     | In casa                                                                   | Risultato                                                                 | Ospiti                                                                    | Competizione                                                              | Reti                                                                      | Note                                                                      |
| ------------------------------------------------------------------------- | ------------------------------------------------------------------------- | ------------------------------------------------------------------------- | ------------------------------------------------------------------------- | ------------------------------------------------------------------------- | ------------------------------------------------------------------------- | ------------------------------------------------------------------------- | ------------------------------------------------------------------------- |
| 12-10-2005                                                                | Serravalle                                                                | San Marino                                                                | 0 – 6                                                                     | Spagna                                                                    | Qual. Mondiali 2006                                                       | -                                                                         | 71’                                                                       |
| 16-8-2006                                                                 | Serravalle                                                                | San Marino                                                                | 0 – 3                                                                     | Albania                                                                   | Amichevole                                                                | -                                                                         | 69’                                                                       |
| 6-9-2006                                                                  | Serravalle                                                                | San Marino                                                                | 0 – 13                                                                    | Germania                                                                  | Qual. Euro 2008                                                           | -                                                                         | 78’                                                                       |
| 7-10-2006                                                                 | Liberec                                                                   | Rep. Ceca                                                                 | 7 – 0                                                                     | San Marino                                                                | Qual. Euro 2008                                                           | -                                                                         | 69’                                                                       |
| Totale                                                                    |                                                                           | Presenze                                                                  | 4                                                                         |                                                                           | Reti                                                                      | 0                                                                         |                                                                           |